# الإسلام في جمهورية موردوفيا
وصل الإسلام إلى موردوفيا عن طريق الدعاة من البلغار و التتار ، وعندما استولى قياصرة روسيا على بلادهم حاولوا تنصيرهم كما فعلوا مع شعب حوض نهر الفولجا ، ولقد خضعوا لحكم روسيا القيصرية في سنة (960 هـ - 1553 م ) ، وظل نفوذ الروس وتعصبهم الديني وبذل الجهود نحو تنصير سكان موردوفيا ، إلا أنهم ظلوا متمسكين بعقيدتهم حتي صدر قانون حرية العقيدة في روسيا القيصرية ، فأعلنوا إسلامهم ، ثم استولى الشيوعيون على بلادهم ، وتأسست جمهوريتهم في سنة (1353 هـ - 1934 م ) ، وتصل نسبة المسلمين بينهم إلى 2% ، ويتبعون الإدارة الدينية لمسلمي روسيا الأوروبية